# روبرتو فارياس (مخرج)
روبرتو فارياس (بالبرتغالية: Roberto Farias‏) هو كاتب سيناريو ومنتج أفلام ومخرج برازيلي، ولد في 27 مارس 1932 في نوفا فريبورغو في البرازيل، وتوفي في 14 مايو 2018 في ريو دي جانيرو في البرازيل بسبب سرطان.

## وصلات خارجية
- روبرتو فارياس على موقع IMDb (الإنجليزية)
- روبرتو فارياس على موقع ألو سيني (الفرنسية)
- روبرتو فارياس على موقع أول موفي (الإنجليزية)
- روبرتو فارياس على موقع قاعدة بيانات الأفلام السويدية (السويدية)
- روبرتو فارياس على موقع كينوبويسك (الروسية)